# Zeravšanský hřbet
Zeravšanský hřbet (rusky Зеравшанский хребет, uzbecky Zarafshon tizmasi, tádžicky Зарафшон, z perského زرافشان, transliterováno zar-afšan, rozprašovač zlata) je horský hřbet ve střední Asii náležící do horské soustavy Pamíro-Alaje. Na východě je v Matčinském horském uzlu propojen s Alajským a Turkestánským hřbetem, ze severu jej od Turkestánského hřbetu odděluje údolí řeky Zeravšan, na západě zaniká v Turanské nížině, z jihu je obklopen Hissarským hřbetem, z jihovýchodu je od horstev Pamíru oddělen údolím řeky Vachš. Tento hřbet je protažen v rovnoběžkovém směru v délce cca 370 km. Nejvyšším vrcholem je hora Čimtarga, která však neleží přímo na hlavním hřbetu, ale na jižní rozsoše ve Fanských horách.

## Geologie a geomorfologie
Zeravšanský hřbet byl, stejně jako celý Pamiro-Alaj, vyvrásněn již Hercynským vrásněním v paleozoiku. Dalšími horotvornými procesy pak prošel při vrásnění Kimmerském a Alpinském. Pohoří je tektonicky aktivní do současnosti a jsou zde četná zemětřesení.

Hřbet má asymetrickou stavbu, jeho severní svahy jsou silně rozčleněny mnoha příčnými údolími a na několika místech je zcela proříznut přítoky řeky Zeravšan. Nejvýznamnější z těchto průlomových údolí je soutěskovité údolí řeky Jaghnób, která odvodňuje jižní svahy Zeravšanského hřbetu, aby se pak pravoúhle stočila na sever a prorazila horstvo příčným údolím. 

Součástí Zeravšanského hřbetu jsou Fanské hory, které se nacházejí v jeho západní části, v horském uzlu s hřbetem Hissarským. Jde o nejznámější a nejnavštěvovanější část pohoří s četnými jezery a pětitisícovými vrcholy.